# Наріжанська сільська рада
Наріжанська сільська рада — колишній орган місцевого самоврядування у Семенівському районі Полтавської області з центром у c. Наріжжя.
Населення — 893 осіб.

## Населені пункти
Сільраді були підпорядковані населені пункти:
- c. Наріжжя
- с. Матвіївка
- с. Новий Калкаїв